# Shadow Moses (singolo)
Shadow Moses è un singolo del gruppo musicale britannico Bring Me the Horizon, pubblicato l'11 gennaio 2013 come primo estratto dal quarto album in studio Sempiternal.

## Descrizione
Si tratta della sesta traccia dell'album e il titolo è ispirato all'omonimo luogo della serie di videogiochi Metal Gear. All'inizio e alla fine del brano è inoltre possibile ascoltare un estratto riarrangiato di The Best Is Yet to Come, brano presente nella colonna sonora di Metal Gear Solid.

## Video musicale
Il video, diretto da Aniceideaeveryday, è stato reso disponibile il 22 gennaio 2013 attraverso il canale YouTube del gruppo.

## Tracce
Testi e musiche di Oliver Sykes, Jordan Fish e Lee Malia.
1. Shadow Moses – 4:05

## Formazione
Gruppo
- Oliver Sykes – voce
- Matt Kean − basso
- Matt Nicholls − batteria
- Lee Malia − chitarra
- Jordan Fish − programmazione

Altri musicisti
- Capital Voices – coro
- Claes Strängberg – voce aggiuntiva
- Per Strängberg – voce aggiuntiva
- Chris Clad – primo violino
- Dermot Crehan – violino
- Freddie August – violino
- Peter Hanson – violino
- Alex Balanescu – violino
- Simon Fisher – violino
- Manon Derome – violino
- Virginia Slater – viola
- Katie Wilkinson – viola
- Tim Grant – viola
- Martin Loveday – violoncello
- Vikki Mathews – violoncello
- Andy Saiker – cori
- Ed Fenwick – cori
- Katherine Parrott – cori
- Mike Plews – cori
- Sarah Lewin – cori
- Nesta Rixon – cori
- Mara Rixon – cori
- Reece Coyne – cori
- Luka Spiby – cori
- Dave Holland – cori
- Emma Taylor – cori
- Jenny Millard – cori
- Yazmin Beckett – cori
- Jack Beakhust – cori
- Glen Brown – cori
- Demi Scott – cori
- T – cori
- Julia Beaumont – cori
- Chloe Mellors – cori
- Janice Nicholls – cori
- Damien Bennett – cori
- Richard Nicholls – cori
- Corey Leary – cori
- Tom Sykes – cori
- Brendan Dooney – cori
- Chris Stokes – cori
- Jonathon Shaw – cori
- Sam Hudson – cori
- Jade Higgins – cori
- Brigitta Metaxas – cori
- Ian Sykes – cori
- Carol Sykes – cori
- Daniel Stokes – cori
- Jack Jones – cori
- Jordan Rudge – cori
- Jake O'Neill – cori
- Brad Wood – cori
- Alex Fisher – cori
- Suzanne Malia – cori
- Dave Malia – cori
- Gill Malia – cori
- Ian Middleton – cori

Produzione
- Terry Date – produzione, registrazione
- Kevin Mills – ingegneria del suono
- Tom A. D. Fuller – ingegneria del suono aggiuntiva
- Luke Gibbs – assistenza tecnica secondaria
- David Bendeth – missaggio
- Ted Jensen – mastering

## Classifiche
| Classifica (2013)          | Posizione massima |
| -------------------------- | ----------------- |
| Regno Unito                | 82                |
| Regno Unito (rock & metal) | 2                 |